# Gymnosoma costata
Gymnosoma costata là một loài ruồi trong họ Tachinidae.